# Spice World (jeu vidéo)
Pour les articles homonymes, voir Spice World.
Spice World est un jeu vidéo musical développé par SCE Studio Soho et édité par Sony Computer Entertainment, sorti en 1998 sur PlayStation. Le jeu est à l'effigie du groupe pop britannique Spice Girls.